# Arrival (film)
Arrival är en amerikansk drama- och science fiction-film från 2016, regisserad av Denis Villeneuve och skriven av Eric Heisserer, baserad på novellen Berättelsen om ditt liv av Ted Chiang. I filmen medverkar bl.a. Amy Adams, Jeremy Renner och Forest Whitaker.
Filmen hade världspremiär vid Filmfestivalen i Venedig den 1 september 2016. Den hade biopremiär i USA den 11 november 2016 och i Sverige den 2 december samma år.
Vid Oscarsgalan 2017 var filmen nominerad till åtta Oscars, bl.a. för Bästa film, Bästa regi och Bästa manus efter förlaga. Den belönades för Bästa ljudredigering. Vid Golden Globe-galan 2017 var filmen nominerad till två Golden Globes för Bästa kvinnliga huvudroll (drama) till Adams och Bästa filmmusik till Jóhann Jóhannsson.

## Handling
Tolv utomjordiska rymdskepp anländer till olika platser över hela världen. Språkforskaren Louise Banks (Amy Adams) får i uppdrag att komma på ett sätt att kunna kommunicera med rymdskeppets besättning och ta reda på varför de kom, och om deras besök är antingen fredligt eller fientligt. Hon och hennes team arbetar dock under ett stort tidspress eftersom utomjordingarnas besök har orsakat globala krissituationer.

## Rollista
| Amy Adams         | – Louise Banks  |
| Jeremy Renner     | – Ian Donnelly  |
| Forest Whitaker   | – Colonel Weber |
| Michael Stuhlbarg | – David Halpern |
| Mark O'Brien      | – Captain Marks |
| Tzi Ma            | – General Shang |

## Mottagande
Arrival möttes av positiva recensioner av kritiker, särskilt för filmens handling, atmosfär och för Amy Adams skådespeleri. På Rotten Tomatoes har filmen ett medelbetyg på 94%, baserad på 340 recensioner, och ett genomsnittsbetyg på 8,4 av 10. På Metacritic har filmen genomsnittsbetyget 81 av 100, baserad på 52 recensioner.

## Utmärkelser
| Priser och nomineringar    | Priser och nomineringar           | Priser och nomineringar                                   | Priser och nomineringar | Priser och nomineringar |
| Utmärkelse                 | Kategori                          | Mottagare                                                 | Resultat                |                         |
| -------------------------- | --------------------------------- | --------------------------------------------------------- | ----------------------- | ----------------------- |
| Oscar                      | Bästa ljudredigering              | Sylvain Bellemare                                         | Vann                    |                         |
| Oscar                      | Bästa film                        | Shawn Levy, Dan Levine, Aaron Ryder, David Linde          | Nominerad               |                         |
| Oscar                      | Bästa regi                        | Denis Villeneuve                                          | Nominerad               |                         |
| Oscar                      | Bästa manus efter förlaga         | Eric Heisserer                                            | Nominerad               |                         |
| Oscar                      | Bästa ljud                        | Bernard Gariépy Strobl, Claude La Haye                    | Nominerad               |                         |
| Oscar                      | Bästa scenografi                  | Patrice Vermette, Paul Hotte                              | Nominerad               |                         |
| Oscar                      | Bästa foto                        | Bradford Young                                            | Nominerad               |                         |
| Oscar                      | Bästa klippning                   | Joe Walker                                                | Nominerad               |                         |
| Golden Globes              | Bästa kvinnliga huvudroll (drama) | Amy Adams                                                 | Nominerad               |                         |
| Golden Globes              | Bästa filmmusik                   | Jóhann Jóhannsson                                         | Nominerad               |                         |
| BAFTA Awards               | Bästa ljud                        | Sylvain Bellemare, Claude La Haye, Bernard Gariépy Strobl | Vann                    |                         |
| BAFTA Awards               | Bästa film                        | Dan Levine, Shawn Levy, David Linde, Aaron Ryder          | Nominerad               |                         |
| BAFTA Awards               | Bästa regi                        | Denis Villeneuve                                          | Nominerad               |                         |
| BAFTA Awards               | Bästa kvinnliga huvudroll         | Amy Adams                                                 | Nominerad               |                         |
| BAFTA Awards               | Bästa manus efter förlaga         | Eric Heisserer                                            | Nominerad               |                         |
| BAFTA Awards               | Bästa filmmusik                   | Jóhann Jóhannsson                                         | Nominerad               |                         |
| BAFTA Awards               | Bästa foto                        | Bradford Young                                            | Nominerad               |                         |
| BAFTA Awards               | Bästa klippning                   | Joe Walker                                                | Nominerad               |                         |
| BAFTA Awards               | Bästa specialeffekter             | Louis Morin                                               | Nominerad               |                         |
| Screen Actors Guild Awards | Bästa kvinnliga huvudroll         | Amy Adams                                                 | Nominerad               |                         |
| Critics' Choice Awards     | Bästa science fiction-/skräckfilm |                                                           | Vann                    |                         |
| Critics' Choice Awards     | Bästa manus efter förlaga         | Eric Heisserer                                            | Vann                    |                         |
| Critics' Choice Awards     | Bästa film                        |                                                           | Nominerad               |                         |
| Critics' Choice Awards     | Bästa regissör                    | Denis Villeneuve                                          | Nominerad               |                         |
| Critics' Choice Awards     | Bästa kvinnliga skådespelare      | Amy Adams                                                 | Nominerad               |                         |
| Critics' Choice Awards     | Bästa kompositör                  | Jóhann Jóhannsson                                         | Nominerad               |                         |
| Critics' Choice Awards     | Bästa scenografi                  | Paul Hotte, André Valade, Patrice Vermette                | Nominerad               |                         |
| Critics' Choice Awards     | Bästa foto                        | Bradford Young                                            | Nominerad               |                         |
| Critics' Choice Awards     | Bästa klippning                   | Joe Walker                                                | Nominerad               |                         |
| Critics' Choice Awards     | Bästa specialeffekter             |                                                           | Nominerad               |                         |